# Corecom
Il Comitato regionale per le comunicazioni (abbreviato Corecom), in Italia, è un organo previsto dalla legge Maccanico. Sono disciplinati però specificamente da leggi delle singole regioni con funzioni di organo di governo, garanzia e controllo sul sistema delle comunicazioni in ambito regionale. Nei confronti dell'Agcom, i Corecom rappresentano organi funzionali, mentre costituiscono organi indipendenti di garanzia e consulenza per le giunte e i consigli regionali.

## Caratteristiche
Secondo l'art. 117 della Costituzione, l'ordinamento del settore delle comunicazioni è materia di competenza legislativa concorrente tra Stato e regioni. A livello nazionale rileva l'Agcom come autorità indipendente in tale ambito, la quale di concerto con la Conferenza dei presidenti delle regioni e delle province autonome e la Conferenza dei presidenti dell'Assemblea dei consigli regionali e delle province autonome ha delegato ai comitati regionali per le comunicazioni alcuni dei compiti previsti dalla legge Maccanico.
Il 16 dicembre 2009 sono state sottoscritte a Roma le convenzioni per l'esercizio delle nuove funzioni delegate tra l'Autorità per le garanzie nelle comunicazioni e i comitati di Calabria, Lazio, Lombardia, Toscana, Umbria, il Comitato provinciale di Trento e i relativi rappresentanti delle regioni e delle assemblee legislative.
In particolare, a questi comitati regionali – cui seguirono quelli di tutte le altre regioni e della provincia autonoma di Bolzano – sono state delegate competenze in materia di:
- Vigilanza sull'esercizio dell'attività radiotelevisiva locale, mediante il monitoraggio delle trasmissioni dell'emittenza locale;
- Tenuta del Registro degli operatori di comunicazione;
- Definizione delle controversie tra operatori del settore e utenti.

Inoltre, ai comitati è demandata l'attività di conciliazione delle controversie in materia di telecomunicazioni tra utenti e operatori delle telecomunicazioni. Il tentativo di conciliazione è condizione necessaria per la soluzione delle controversie, in assenza del quale non sono procedibili eventuali cause davanti al giudice ordinario. (Corecom - Delibera n. 203-18-CONS - Regolamento risoluzione controversie)

## Denominazione nelle lingue minoritarie d'Italia
Nelle regioni italiane a statuto speciale che beneficiano di un regime di bilinguismo, la denominazione Comitato regionale per le comunicazioni è stata resa:
- nella provincia autonoma di Bolzano, bilingue italiano/tedesco, Landesbeirat für das Kommunikationswesen ;
- in Valle d'Aosta, bilingue italiano/francese, Comité régional des communications.